# Frank Mantek
Frank Mantek (né le 20 janvier 1959 à Iéna) est un haltérophile allemand ayant représenté la RDA.

## Carrière
Frank Mantek participe aux Jeux olympiques de 1980 à Moscou et remporte la médaille de bronze dans la catégorie des poids lourds-moyens.